# Puente Romano (Mérida)
Rimski most ali Puente Romano v španščini je rimski most čez reko Guadiana v Méridi v Španiji. To je najdaljši ohranjen most iz antičnih časov, ki ima ocenjeno celotno dolžino 755 m, pri 62 razponih.  Danes je še 60 razponov (trije od teh so pokopani na južnem bregu) v dolžini 721 m med oporniki. Vključno s pristopi, je konstrukcija dolga 792 m. Most je še vedno v uporabi, vendar od leta 1991 le za pešce.
Priložena k mostu je Alcazaba, mavrska utrdba, zgrajena leta 835.
Blizu ostankov akvadukta Los Milagros, obstaja v Meridi še en rimski most, Puente de Albarregas, ki je veliko manjši.

## Zgodovina
Most je postal potreben z rastjo mesta v zadnjih desetletjih 1. stoletja. Od izvirnega dela je ohranjenih večina obokov na Guadianilla in nekaj tistih, ki prečkajo glavni kanal Guadiana. V rimskih časih je bil most večkrat v dolžino podaljšan na levem bregu, ko je cesto odnesla poplava. Dodali so, vsaj pet zaporednih odsekov z več oboki, pri čemer so posnemali izvirno delo, z nekaj razlikami. Od 5. stoletja do danes so bili oboki večkrat obnovljeni, zlasti v osrednjem delu, zaradi poškodb, ki so bile bodisi posledica vojne ali velikih poplav reke. Prvi ukrep, o katerem so poročali je bil že v obdobju Vizigotov (med 5. in 8. stoletjem). Njegovo sedanje stanje je bilo izvedeno z obnovo v 19. stoletju.
Most je bil zgrajen na plitvem delu reke, na katerem je tudi rečni otok. Prvotno je bil sestavljen iz dveh ločenih sklopov. Deli prvotnega mostu so bili uničeni med poplavami leta 1603. Potem je bilo odločeno, da se oba sklopa povežeta z uporabo dodatnih lokov v sredini. Od takrat se most čez reko razteza v enem kosu.
Most je zdaj dolg 792 m in 12 m nad nivojem reke. Zgrajen je z jedrom iz opusa caementicium (rimski beton), obložen z rustikalnimi bloki, značilnimi za latinsko arhitekturo. Sestavljen je iz šestdesetih lokov in različni drugih odprtin na območjih, kjer teče reka močneje. Tudi prvotni stebri so malo zaobljeni proti toku za lajšanje usmeritve toka.
Do leta 1990 je čez most dovoljen promet za vsa vozila. Od 10. decembra 1991 pa je dovoljen le za pešce.
Skupaj z arheološkimi najdišči v Méridi, je leta od 1993 na seznamu Unescove svetovne dediščine.